# Ужла (река)
Ужла — река в Вытегорском районе Вологодской области. Начинается в Ужельском озере, затем течёт через болото Гладкое. Впадает в реку Ковжу около посёлка Ужла. На наземных незаболоченных участках русла река протекает через елово-берёзовый лес. В среднем течении уходит под землю, потом выходит на поверхность, образуя воклюз глубиной 64 м. Скорость течения воды на подземном участке составляет 0,5 м/с. По данным измерений, расход воды в колодце колеблется от 0,3 до 1,5 м³/с, превышая расход воды в верхнем течении, что может свидетельствовать о существовании подземных притоков. Длина — 25 км. Площадь бассейна — 313 км².

## Описание воклюза
Подземное русло представляет собой карстовую пещеру шириной 3 м и высотой 2 м. Глубина колодца у устья 64 м. Потенциально длина подводной пещеры может достигать 6-7 километров (расстояние до поноров уходящей под землю реки Ужла северо-восточнее воклюза). Сложность исследования источника связана с очень плохой видимостью, не превышающей 1.5-2 метра в условиях зимней межени из-за наличия в воде торфяных частиц из болот.

## Изучение
Исследования воклюза Ужлы проводились экспедициями в 1986 (геологическая съёмка Ленинградской комплексной геологической экспедиции), 1996 (экспедиция Вологодского центра детского и юношеского туризма), 2006 (спелеологическая экспедиция под руководством Е. Снеткова), 2011—2012 (спелеоподводные экспедиции под руководством Ю. Евдокимова) годах.

## Притоки
Реки Хайма, Мудручей (оба — правые).